# Elke Holle-Riemenschneider

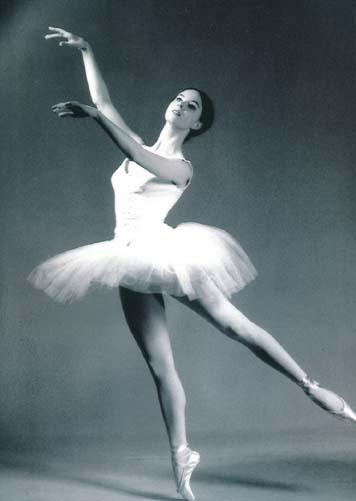
Elke Holle-Riemenschneider, fotografiert von Dietmar Dünhöft

Elke Holle-Riemenschneider (* 23. April 1938 in Hamburg) ist eine deutsche Balletttänzerin und Tanzlehrerin an der Royal Academy of Dance in London.

## Biografie

### Ausbildung und Beruf
Holle-Riemenschneider wurde in Hamburg zur Tänzerin ausgebildet. Ihre Ausbildung führte sie von der Schule von Lola Rogge in den 1950er Jahren über die Hamburger Staatsoper, unter Gustav Blank, in welcher sie mit 17 Jahren ihren ersten Auftritt hatte und dort ebenfalls ihre Bühnenreifeprüfung ablegte. Weitere Studien folgten bei Victor Gsovsky in Paris, John Gilpin in London und Eileen Ward in Cannes. Es folgten Festengagements in Malmö und Düsseldorf.
Ihre berufliche Laufbahn als Solotänzerin begann in Frankfurt am Main unter Tatjana Gsovsky. Hier kreierte diese für sie den Frühling in Carmina Burana, die Florence in Joan v. Zarissa (Musik: Werner Egk) sowie weitere Rollen. In dieser Zeit kreierte der Ballettdirektor der Pariser Oper, Michele Descombé, die Rolle der Celestina in dem Ballett Maratona (Musik von Hans Werner Henze) für sie.
In den 1960er Jahren tanzte Holle im Ballett der Deutschen Oper am Rhein in Düsseldorf als Solistin unter Erich Walter. Im Rahmen des Kulturprogramms der Olympischen Sommerspiele 1968 trat sie mit diesem Ensemble in Mexiko als Fee des Frühlings in Prokofjews Cinderella auf. Auch im Ensemble des Balletts in Frankfurt am Main und dem Ballett der Staatsoper München trat Holle in Erscheinung. Daran schloss sich ein Engagement als erste Solistin im Staatstheater am Gärtnerplatz in München unter Imre Keres an, bis sie von John Cranko an das Stuttgarter Ballett verpflichtet wurde. In den Jahren von 1960 bis 1980 tanzte Elke Holle das gesamte klassische Repertoire und Ballette von Tatjana Gsovsky, George Skibine, Imres Keres, Erich Walter, George Balanchine, Kenneth MacMillan und John Cranko.
Für die Julia in Romeo und Julia erhielt sie eine Auszeichnung in München. Tänzerpersönlichkeiten des Stuttgarter Ballett wie Marcia Haydée, Birgit Keil, Richard Cragun, Egon Madsen, John Neumeier, Jiri Kylian und William Forsythe prägten sie.
Spätere Gastspiele mit dem Stuttgarter Ballett führten sie an die großen Häuser der Welt wie die Metropolitan Opera in New York City, wo sie 1973 unter Choreographie von John Cranko auftrat, und auch an Bühnen in London, Sydney, Tokio und Moskau. Elke Holle tanzte auch mehrere Ballettfernsehaufzeichnungen von Erich Walter und John Cranko. In den beiden letzten Jahren ihres Stuttgarter Engagements hospitierte sie an der John-Cranko-Schule unter Ann Wooliams und ging im Anschluss daran nach London.
Hier qualifizierte sie sich als registrierte Lehrerin der Royal Academy of Dance und eröffnete 1981 in Düsseldorf ihr eigenes Studio. Seitdem legten Schüler des Ballettstudios am Nordpark über 600 Examen erfolgreich vor der R.A.D. in London ab. Ebenso schafften Schüler, die das Tanzen zum Beruf machten, die Aufnahme an den berühmten Ballett-Akademien in Hamburg, Frankfurt, Stuttgart, Paris und London.

### Privates

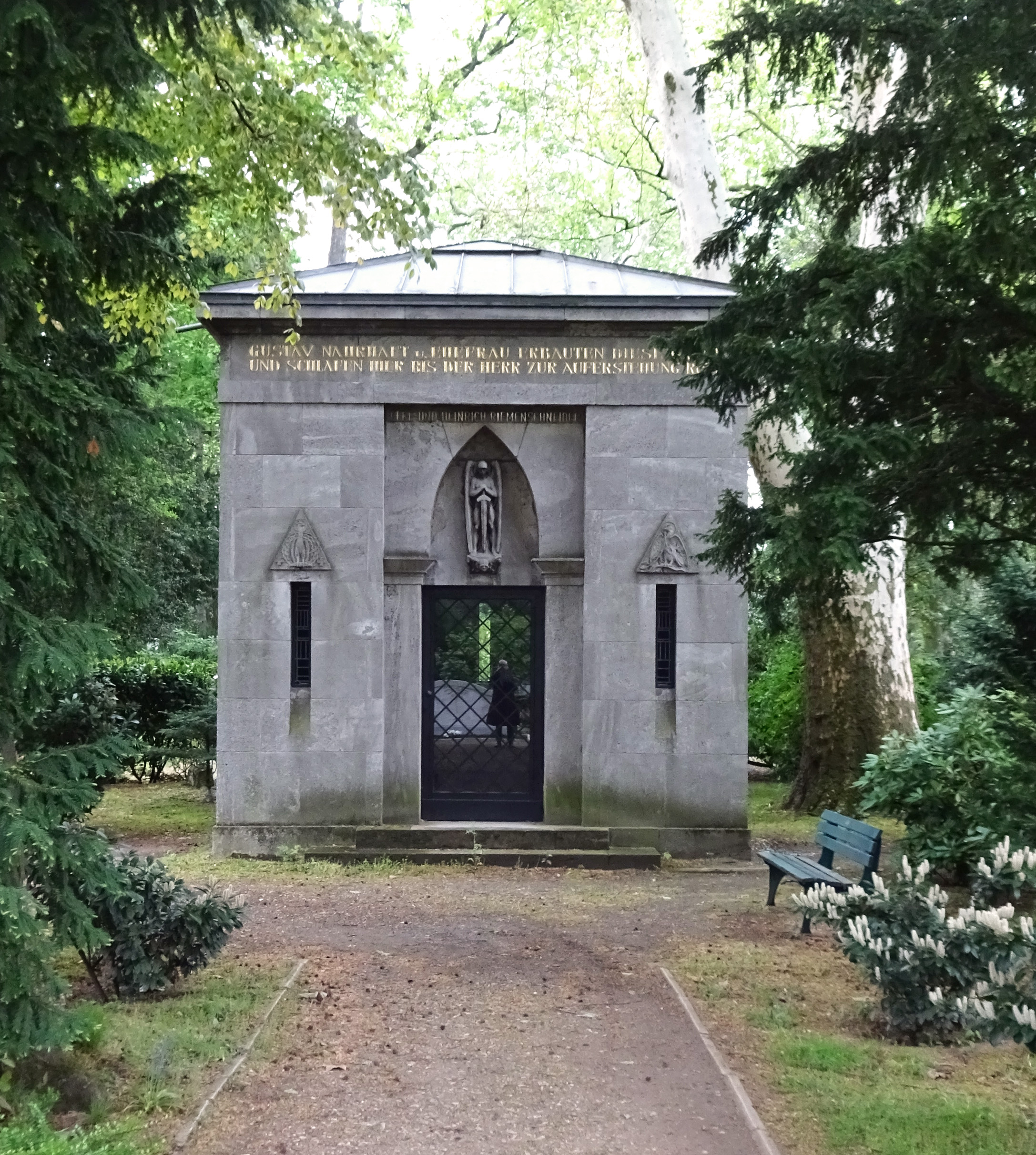
Mausoleum Nahrhaft – Elke und Heinrich Riemenschneider, Nordfriedhof Düsseldorf

Holle-Riemenschneider war von 1964 bis zu seinem Tod 2013 mit dem deutschen Schauspieler, Sänger, Dramaturgen, Regisseur und Museumsdirektor Heinrich Riemenschneider verheiratet. 1983 übernahmen Elke und Heinrich Riemenschneider das Mausoleum Nahrhaft auf dem Düsseldorfer Nordfriedhof in Patenschaft.